# Bistum Savona-Noli
Das Bistum Savona-Noli (lat.: Dioecesis Savonensis-Naulensis, ital.: Diocesi di Savona-Noli) ist eine in Italien gelegene römisch-katholische Diözese mit Sitz in Savona.

## Geschichte
Das Bistum Savona-Noli wurde im 10. Jahrhundert als Bistum Savona errichtet und dem Erzbistum Mailand als Suffraganbistum unterstellt. Am 5. April 1806 wurde das Bistum Savona dem Erzbistum Genua als Suffraganbistum unterstellt. Dem Bistum Savona wurde am 25. November 1820 durch Papst Pius VII. mit der Apostolischen Konstitution Dominici gregis das Bistum Noli angegliedert.
Am 30. September 1986 wurde das Bistum Savona und Noli durch die Kongregation für die Bischöfe mit dem Dekret Instantibus votis in Bistum Savona-Noli umbenannt.